# Typhlocyba peltospila
Typhlocyba peltospila är en insektsart som beskrevs av Walker 1851. Typhlocyba peltospila ingår i släktet Typhlocyba och familjen dvärgstritar.
Artens utbredningsområde är Frankrike. Inga underarter finns listade i Catalogue of Life.